# Gérard Balanche
Gérard Balanche  (ur. 18 stycznia 1968 r. w Le Locle) – szwajcarski skoczek narciarski. Najlepsze wyniki w Pucharze Świata osiągnął w sezonie 1986/1987, kiedy zajął 27. miejsce w klasyfikacji generalnej.
Balanche brał udział w mistrzostwach świata w Oberstdorfie i Lahti oraz igrzyskach olimpijskich w Calgary, ale bez sukcesów.
Zwyciężył w Turnieju Schwarzwaldzkim w 1989.

## Puchar Świata w skokach narciarskich

### Miejsca w klasyfikacji generalnej
- sezon 1984/1985: 37
- sezon 1986/1987: 27
- sezon 1987/1988: 63
- sezon 1988/1989: -

### Miejsca na podium chronologicznie
- Oslo (10 marca 1985) – 3. miejsce

## Igrzyska Olimpijskie
- Indywidualnie
  - 1988 Calgary (CAN) – 30. miejsce (duża skocznia), 37. miejsce (normalna skocznia)

## Mistrzostwa Świata
- Indywidualnie
  - 1987 Oberstdorf (RFN) – 17. miejsce (duża skocznia), 44. miejsce (normalna skocznia)
  - 1989 Lahti (FIN) – 49. miejsce (duża skocznia), 34. miejsce (normalna skocznia)